# Peyton Randolph
Peyton Randolph (10. září 1721 Williamsburg – 22. října 1775 Filadelfie) byl americký politik a právník, první předseda Kontinentálního kongresu.
Pocházel ze zámožné rodiny, jeho otec Sir John Randolph byl plantážníkem a předsedou House of Burgesses, zákonodárného shromáždění britské kolonie Virginie. Vystudoval práva na londýnském Inns of Court a po návratu do Williamsburgu se stal hlavním státním zástupcem a poslancem virginského sněmu, roku 1766 byl zvolen jeho předsedou. Na funkci návladního rezignoval na protest proti kolkovému zákonu, i když nepatřil ke straně radikálních odpůrců vedené Patrickem Henrym. Po vypuknutí americké revoluce byl jedním z delegátů Virginie na prvním Kontinentálním kongresu ve Filadelfii, na kterém se zástupci severoamerických kolonií radili na společném postupu a odmítli donucovací zákony. Na zasedání 5. září 1774 zvolili Randolpha svým předsedou, o měsíc později na svou funkci rezignoval ze zdravotních důvodů a nahradil ho Henry Middleton. V květnu 1775 byl svolán druhý kongres a předsedou byl opět zvolen Peyton Randolph, záhy však byl odvolán z pracovních důvodů zpět do Virginie a funkci předsedy byl pověřen John Hancock. V říjnu téhož roku Randolph zemřel na apoplexii.
Jsou po něm pojmenovány okresy Randolph County v Severní Karolíně a Indianě, pevnost Fort Randolph a letadlová loď USS Randolph (CV-15). Jeho švagrem byl Benjamin Harrison V, signatář Deklarace nezávislosti Spojených států amerických a otec prezidenta Williama Henryho Harrisona. Jeho sestřenice Jane Randolphová byla matkou Thomase Jeffersona. Rodinné sídlo Peyton Randolph House se zachovalo jako muzeum.